# Alexander Albon
Pour les articles homonymes, voir Albon (homonymie).
Alexander Albon, né le 23 mars 1996 à Londres, est un pilote automobile anglo-thaïlandais. 
Il fait ses débuts en Formule 1 en 2019 avec la Scuderia Toro Rosso ; il est le premier pilote de Formule 1 thaïlandais depuis 1954 avec Prince Bira. Il marque ses premiers points en se classant neuvième dès sa deuxième course lors du Grand Prix de Bahreïn le 31 mars 2019. 
Le 12 août 2019, l'écurie Red Bull Racing annonce qu'il finit la saison aux côtés de Max Verstappen en remplacement de  Pierre Gasly. Il est ensuite confirmé dans cette écurie pour la saison 2020. Il obtient le premier podium de sa carrière pour son trentième départ, en terminant troisième du Grand Prix de Toscane le 13 septembre 2020. Non-reconduit en 2021, il se contente d'un poste de pilote de réserve et de développement pour Red Bull Racing et Scuderia AlphaTauri. En 2022, il retrouve une place de titulaire, chez Williams F1 Team, où il remplace George Russell parti chez Mercedes.
Son contrat chez Williams est prolongé pour plusieurs années en mai 2024.

## Biographie

### 2012-2014: débuts en monoplace en Formule Renault 2.0
Alexander Albon fait ses débuts en monoplace en 2012, en Eurocup Formula Renault, chez EPIC Racing sous une licence britannique. Malgré le soutien du Red Bull Junior Team, son meilleur résultat n'est qu'une dix-septième place obtenue lors de la course 1 au Hungaroring, il termine le championnat sans avoir marqué de point. Il dispute aussi, toujours avec l'écurie espagnole, la saison de Formula Renault 2.0 Alps. Son meilleur résultat est une sixième place à Imola, il se classe seizième avec 26 points. Il perd alors le parrainage de Red Bull en fin d'année. Il déclare plus tard que sa première saison « a été la pire de sa carrière et qu'il était seul dans l’équipe, ce qui rendait les choses difficiles. »
Il choisit la nationalité thaïlandaise en 2013 et s'engage avec KTR pour continuer en Eurocup Formula Renault 2.0. Il obtient sa première pole position et son premier meilleur tour en course sur le Red Bull Ring mais le podium lui échappe toujours et il doit se contenter d'une seizième place au championnat. Son premier podium en monoplace intervient la même année, en Formula Renault 2.0 NEC, grâce à une deuxième place sur l'autodrome de Most. Il ne court que six courses de ce championnat et termine vingt-deuxième.
Albon rejoint, en 2014, le Lotus Junior F1 Team et poursuit avec KTR en Eurocup Formula Renault 2.0. Il ne remporte toujours pas de course mais obtient deux podiums dont une deuxième place sur le Nürburgring et termine troisième du classement avec 117 points. Comme la saison précédente, il dispute quelques courses en Formula Renault 2.0 NEC et obtient une deuxième place et une victoire en République Tchèque. Il se classe dix-septième du championnat.

### 2015-2016: une saison en F3 européenne et vice-champion de GP3 Series

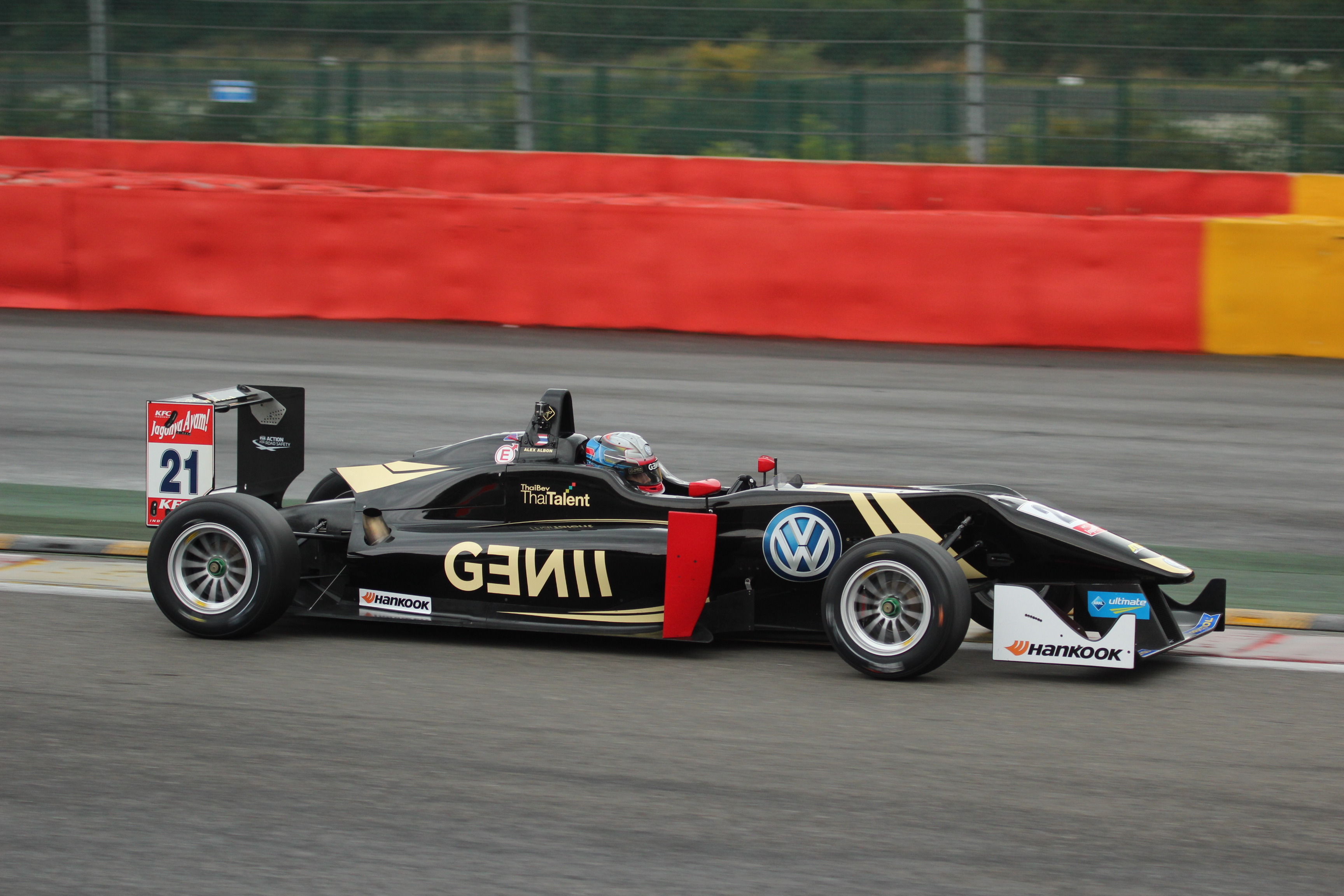
Alexander Albon en 2015.

Il rejoint le championnat d'Europe de Formule 3 en 2015 avec l'écurie Signature Team. Il ne remporte aucune course mais obtient cinq podiums dont deux sur le Norisring en plus des deux pole positions de sa saison. Il termine septième du championnat avec 187 points, 160 de plus que son équipier Dorian Boccolacci. Après sa saison, il dispute le Grand Prix de Macao et franchit la ligne d'arrivée treizième.
Alexander Albon signe un contrat avec ART Grand Prix et dispute le championnat de GP3 Series 2016. Il remporte sa première course à Barcelone et enchaîne avec de nombreux autres podiums. Il s'impose également à Silverstone, à Budapest et à Sepang. Il s'élance également à trois reprises depuis la pole position. Il peut mathématiquement être champion à Yas Marina, lors de la dernière manche de la saison mais est victime d'un accrochage lors de la course longue. Son équipier monégasque Charles Leclerc est titré tandis qu'Albon termine deuxième du championnat. En août, il participe aux Masters de Formule 3 sur le circuit de Zandvoort ; il finit quatrième de la course qualificative et cinquième de la course.

### 2017-2018: la Formule 2

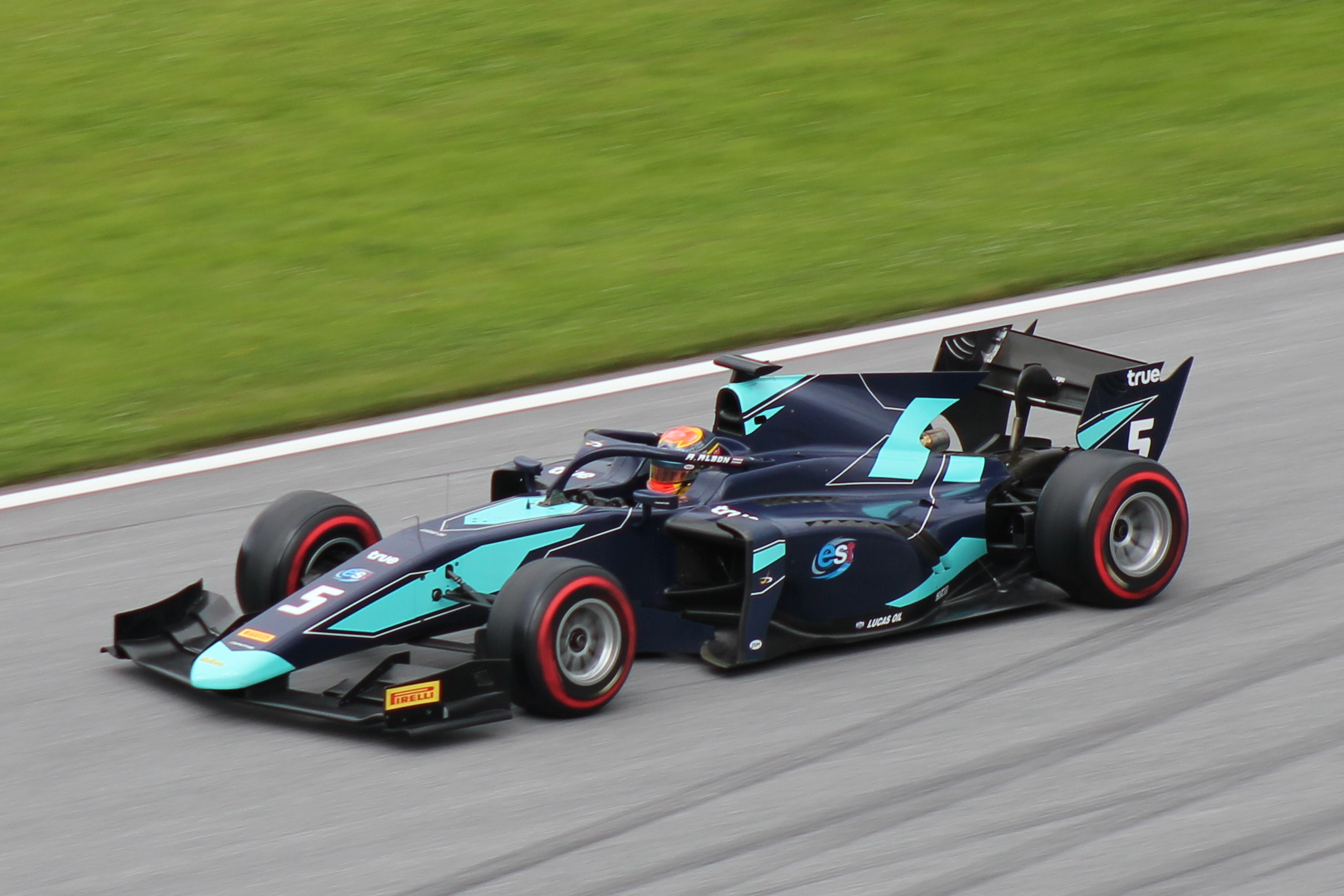
Alexander Albon en 2018.

Alexander Albon est promu en Formule 2 (nouveau nom du GP2 Series) par ART pour la saison 2017. Grâce à sa régularité en début de saison, il occupe la sixième place après six courses. Blessé à la clavicule après une chute de vélo, il est remplacé par Sergey Sirotkin pour la manche de Bakou. En Autriche, il obtient son premier podium en finissant deuxième de la course sprint. Albon connaît une moins bonne deuxième moitié de saison, en inscrivant peu de points, mais clôture son année par une deuxième place à Abou Dabi, dépassé dans le dernier tour par son ancien coéquipier Charles Leclerc. Il termine dixième du championnat.
Début 2018, il prend pour la première fois le volant d'une Formule E et participe avec Renault e.dams aux essais des rookies, sur le circuit Moulay El Hassan de Marrakech. Il signe ensuite chez DAMS pour la saison de Formule 2, et obtient sa première pole position à Bakou. Cette première pole position est suivie d'une première victoire le lendemain. Il s'impose une deuxième fois lors de la course principale de Silverstone puis obtient sa troisième victoire de l'année à Budapest aux dépens de Luca Ghiotto. Longtemps deuxième au championnat, il est dépassé par Lando Norris lors du dernier meeting de l'année, à Abou Dabi.

### 2019: débuts en Formule 1 avec Toro Rosso avant de rejoindre Red Bull

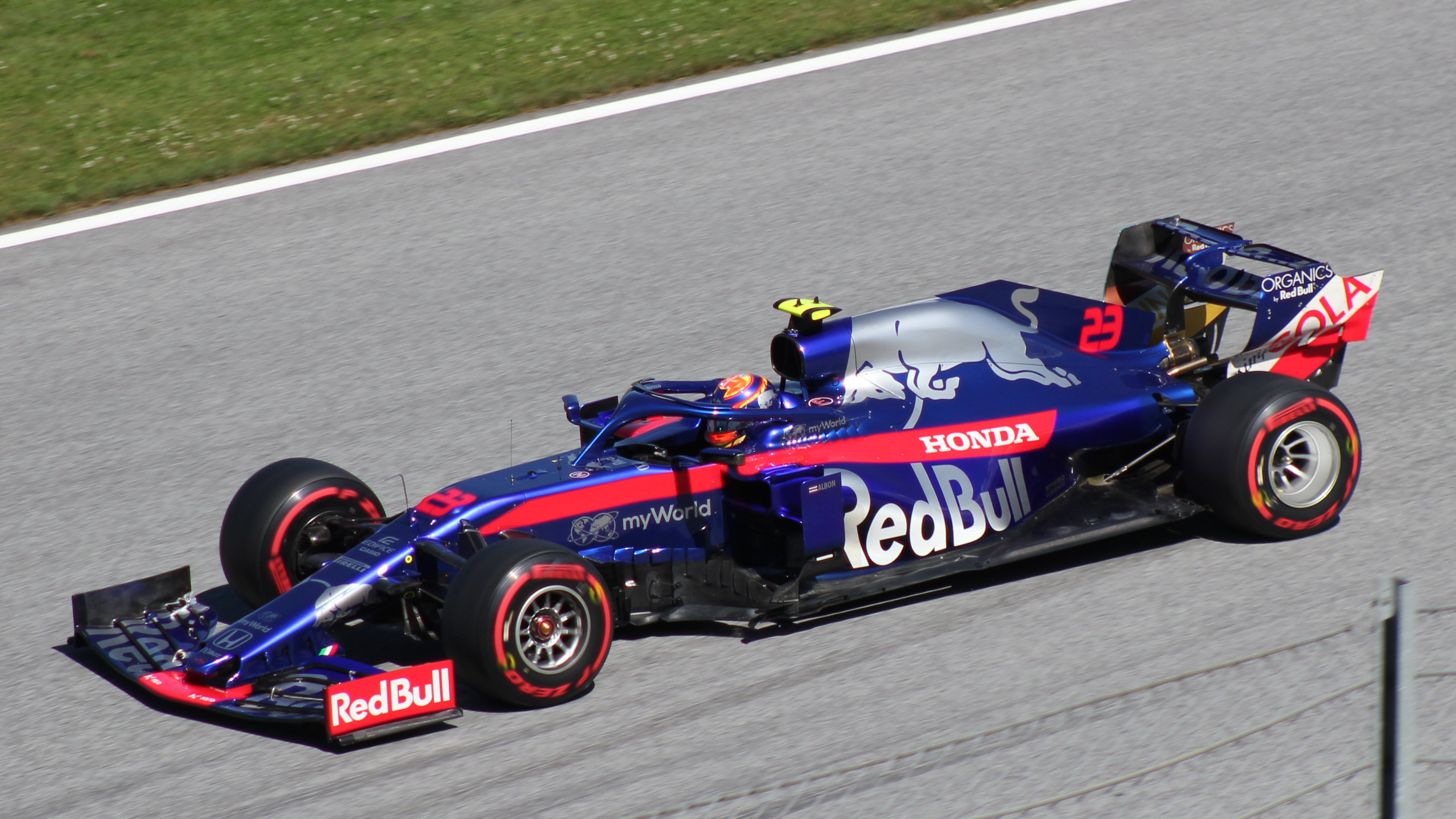
Alexander Albon, avec la Toro Rosso STR14, lors du Grand Prix d'Autriche 2019

Titularisé par Nissan e.dams pour prendre part au championnat de Formule E FIA 2018-2019, Alexander Albon rompt son contrat avant le début de la saison,. Il est, en effet, choisi par Helmut Marko pour remplacer Brendon Hartley au sein de la Scuderia Toro Rosso et fait ses débuts en Formule 1 en 2019. Il fait son retour dans le giron Red Bull et devient le premier pilote thaïlandais à évoluer en Formule 1 depuis le Prince Bira en 1954.
Neuvième du Grand Prix de Bahreïn, il est le premier Thaïlandais à inscrire des points en Formule 1 depuis la quatrième place du Prince Bira au Grand Prix de France 1954. Lors des troisièmes essais libres du Grand Prix de Chine, il détruit sa voiture dans le dernier virage et ne prend pas part aux qualifications. Parti des stands, il remonte jusqu'à la dixième place et est élu pilote du jour.
Ses bons résultats lors des douze premières courses de la saison (16 points dont une sixième place au Grand Prix d'Allemagne) contrastent avec les difficultés éprouvées par Pierre Gasly au volant de la Red Bull RB15, qui se fait notamment prendre un tour par son coéquipier Max Verstappen au Grand Prix de Hongrie. Une semaine plus tard, Red Bull annonce qu'Albon prend la place de Gasly : « Nous sommes dans l'unique position d'avoir quatre talentueux pilotes de Formule 1 sous contrat avec qui nous pouvons effectuer des rotations entre Aston Martin Red Bull Racing et Toro Rosso. Notre équipe utilisera les neuf prochaines courses pour évaluer les performances d'Alex afin de pouvoir prendre une décision éclairée quant à savoir qui pilotera aux côtés de Max en 2020. Pour sa part, Gasly fait le chemin inverse et retourne dans l'écurie de ses débuts, en 2017. »

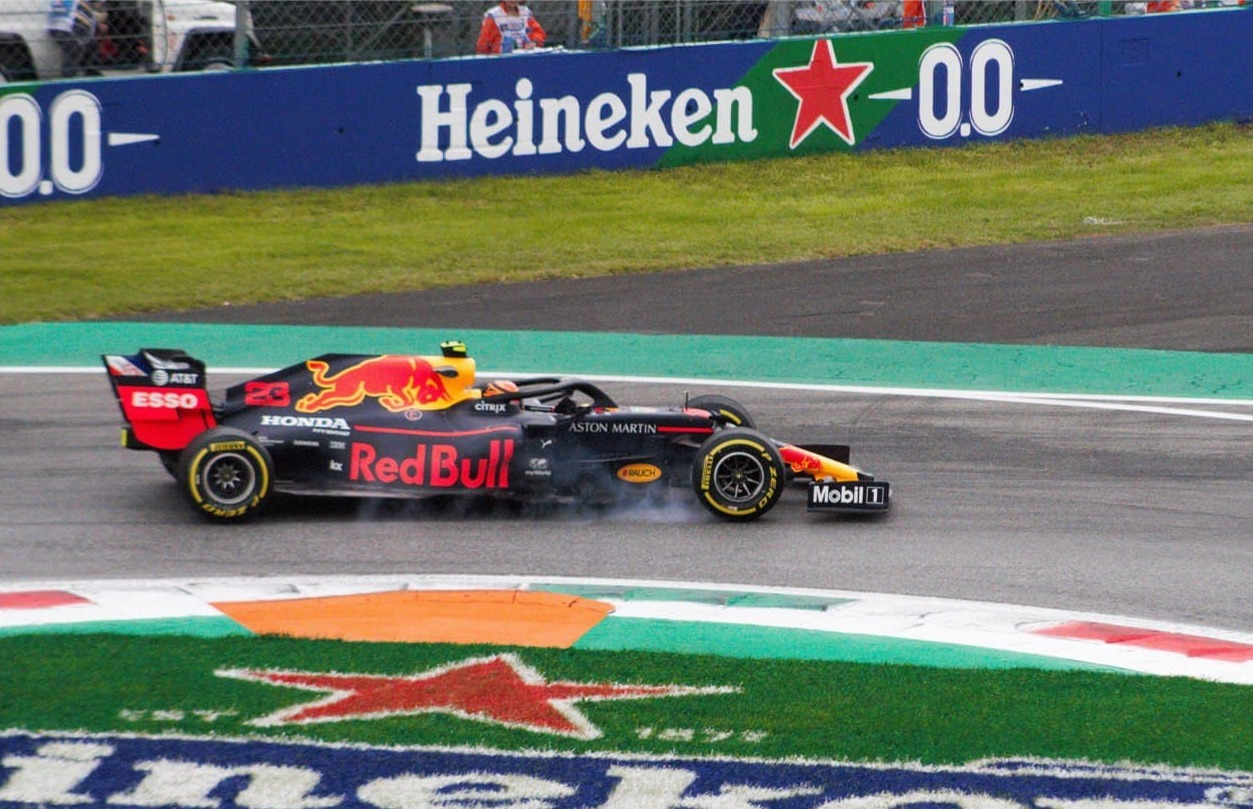
Alexander Albon, avec la Red Bull RB15, lors du Grand Prix d'Italie 2019.

En Belgique, Albon, pénalisé pour avoir utilisé de nouveaux éléments de son groupe propulseur, s'élance dix-septième ; pour sa première course avec Red Bull, il termine cinquième. En Italie, qualifié huitième, il se classe sixième. À Singapour, qualifié sixième, il  termine à la même position. En Russie, pénalisé de cinq places et qualifié dix-neuvième, Albon termine toutefois cinquième. Au Japon, il se qualifie en sixième position et termine quatrième de l'épreuve. Au Mexique, il s'élance juste derrière son coéquipier Max Verstappen en cinquième position et termine à la même place. Aux États-Unis, qualifié sixième, Albon termine cinquième. Au Grand Prix du Brésil, le Thaïlandais part sixième et, alors qu'il est sur le point d'obtenir son premier podium, est envoyé en tête-à-queue par Hamilton (qui sera pénalisé) et termine quatorzième. Pour la dernière course de la saison, à Abou Dabi, Albon bénéficie de la pénalité moteur de Bottas pour s'élancer cinquième ; il termine sixième. Pour sa première saison en Formule 1, Alexander Albon se classe huitième avec 92 points. Le 12 novembre 2019, Alexander Albon est prolongé pour la saison 2020, toujours aux côtés de Max Verstappen.

### 2020: premiers podiums mais éviction de Red Bull

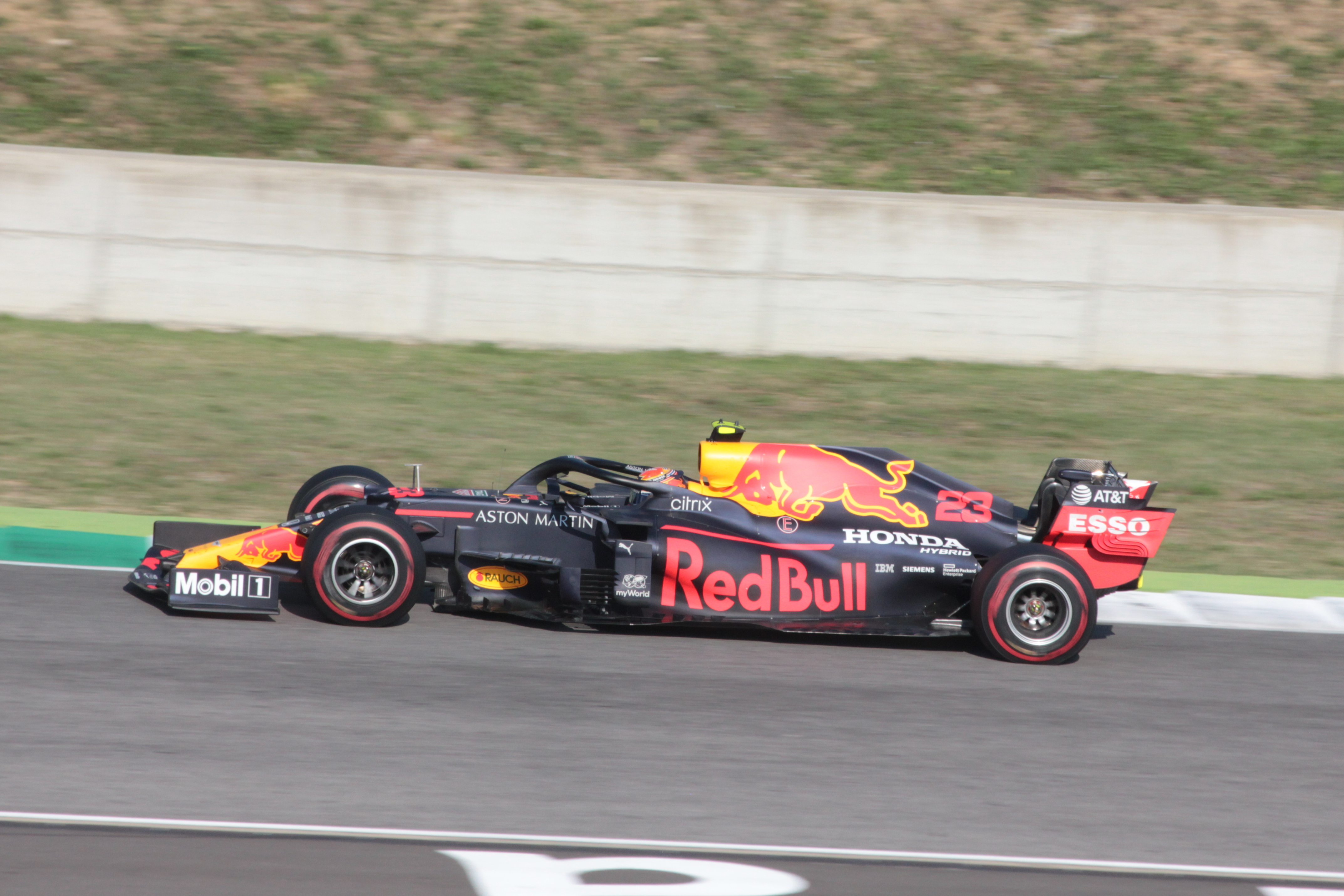
Alexander Albon, avec la Red Bull RB16, lors du Grand Prix de Toscane 2020

Le 5 juillet 2020, la saison reprend avec le Grand Prix d'Autriche où, après une bonne qualification, il part quatrième ; en fin de course, alors qu'il est troisième et a l'occasion de doubler les Mercedes, il est envoyé en tête-à-queue par Lewis Hamilton et abandonne. Une semaine plus tard, il se classe quatrième du Grand Prix de Styrie, à onze secondes de son coéquipier Max Verstappen. En Hongrie, en difficulté lors des qualifications, il s'élance en treizième et se classe cinquième. En Grande-Bretagne, il connaît à nouveau une qualification difficile, part douzième et remonte en huitième position. Lors du Grand Prix du 70e anniversaire, il s'élance de la neuvième position et termine quatrième quand son coéquipier remporte l'épreuve. 
En Espagne, Albon termine huitième avec un tour de retard sur son coéquipier. En Belgique, parti cinquième, il termine sixième. Ce mauvais début de saison remet en doute sa légitimité en tant que deuxième pilote Red Bull Racing. Le Grand Prix d'Italie illustre cette saison difficile : il termine quinzième à Monza tandis que Pierre Gasly, qu'il a remplacé au cours de la saison précédente, remporte la course. 
Une semaine plus tard, sur le circuit du Mugello, à l'occasion de l'inédit Grand Prix de Toscane, qualifié quatrième, il passe à travers les nombreuses péripéties de la course qui voient son coéquipier pris dans un accrochage dès le deuxième virage puis dépasse Daniel Ricciardo par l'extérieur à huit tours de l'arrivée pour obtenir la troisième place derrière les deux Mercedes. Il devient, pour son trentième départ, le premier Thaïlandais à monter sur un podium en Formule 1. Lors d'un Grand Prix de Bahreïn mouvementé, il hérite d'une place sur le podium dans les derniers tours, après la casse du moteur de Sergio Pérez, alors troisième.
Malgré deux podiums, Albon est largement dominé par son coéquipier; terminant seulement septième avec 105 points. Le 17 décembre 2020, Red Bull annonce officiellement son remplacement par Sergio Pérez pour la saison 2021 et est relégué au poste de pilote d’essais et de développement.

### 2021: une saison en DTM

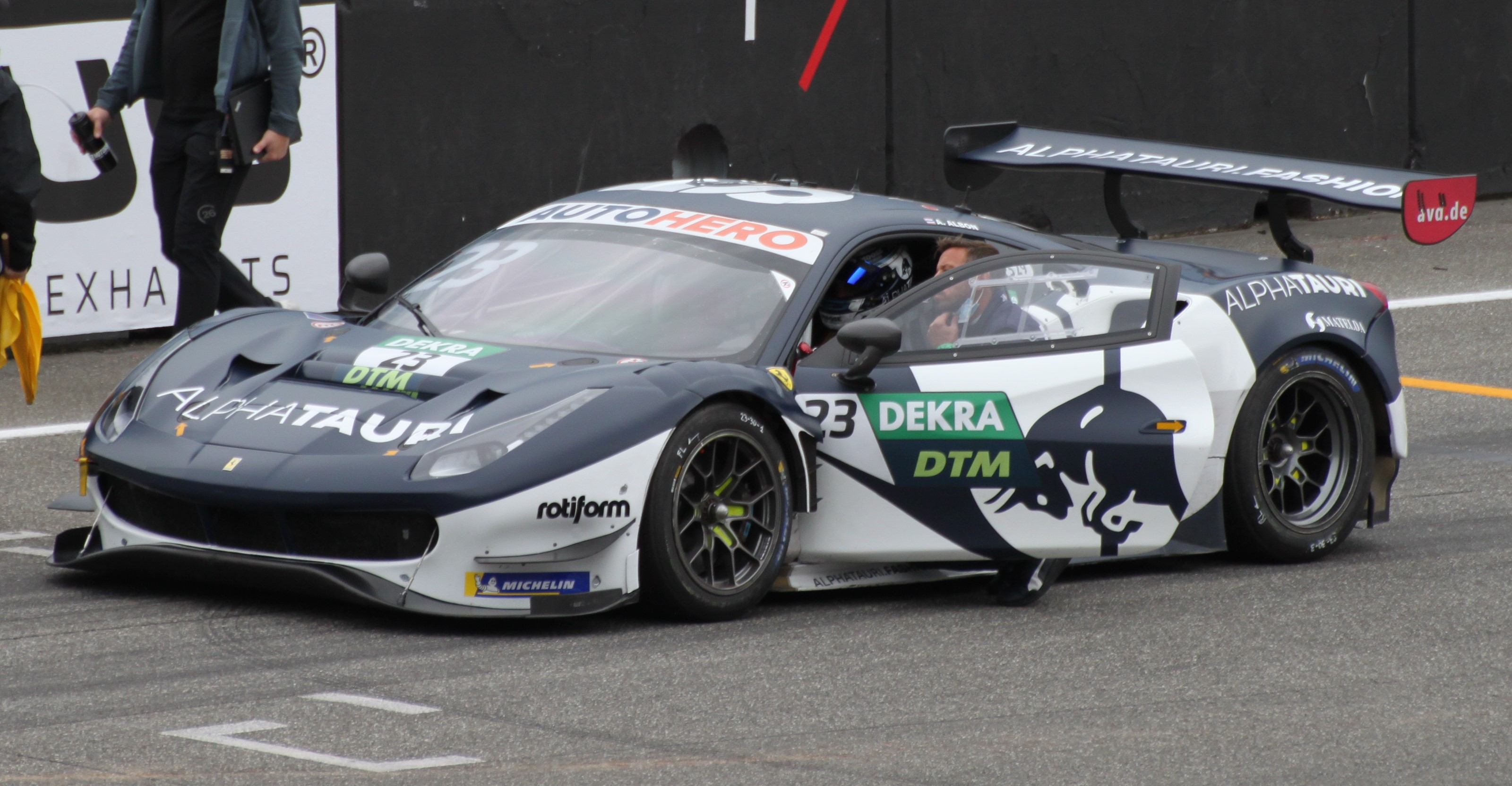
Alexander Albon, avec la Ferrari 488 GT3 Evo 2020, à Hockenheim.

En parallèle de son rôle de pilote de réserve et de développement avec Red Bull Racing, Alexander Albon participe au championnat DTM 2021 avec l'équipe AF Corse au volant d'une Ferrari 488 GT3 Evo 2020. Il a comme coéquipier le Néo-zélandais Liam Lawson.
Le 22 août 2021, Albon gagne la course 2 du Nürburgring, devenant ainsi le premier Thaïlandais vainqueur dans la discipline. Avec une pole position et trois podiums dont une victoire, Albon finit sixième du championnat avec 130 points.

### 2022: retour en Formule 1 chez Williams

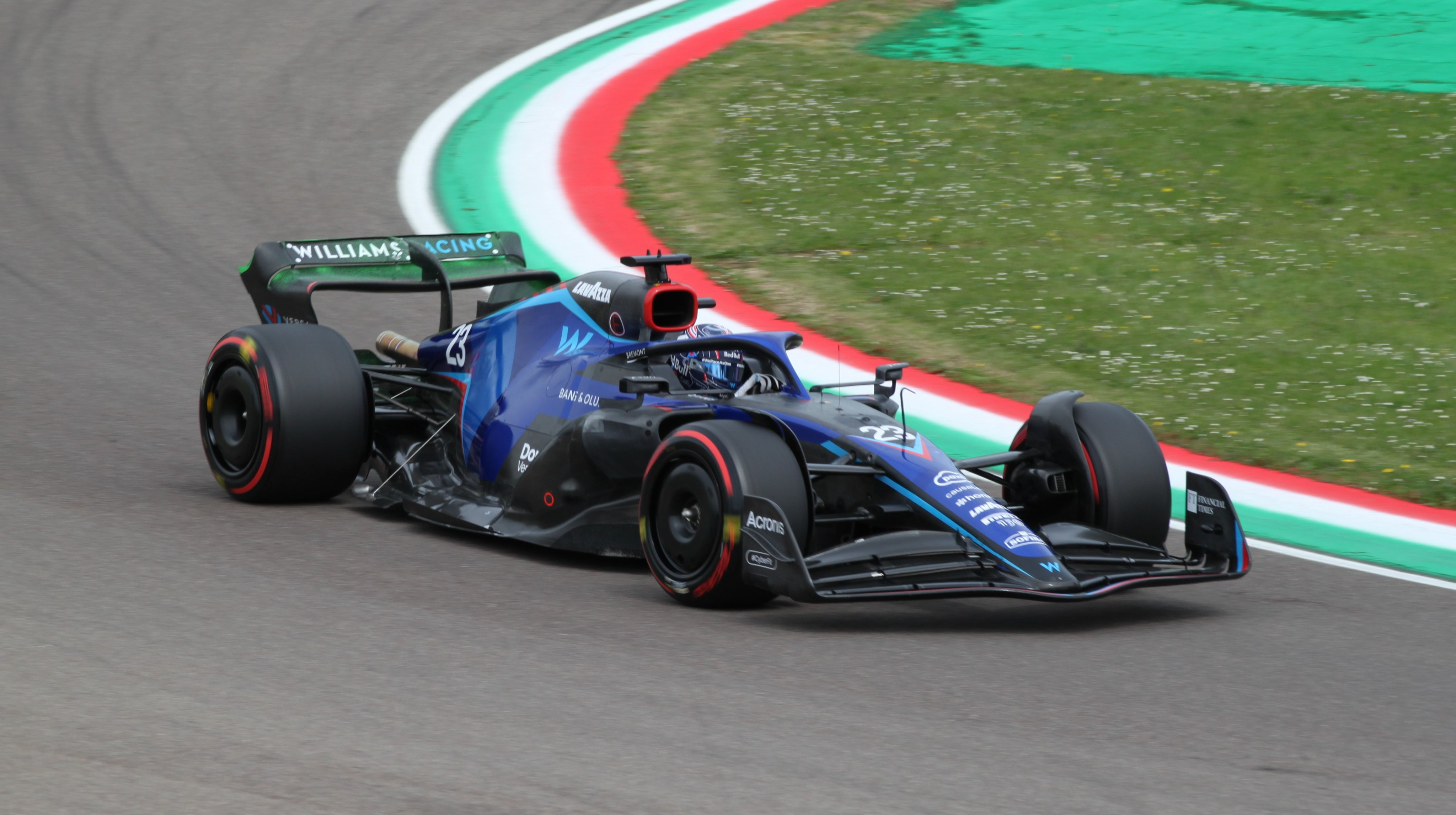
Alex Albon au Grand Prix d’Imola 2022

En 2022, Alexander Albon retrouve une place de titulaire en Formule 1, chez Williams F1 Team, où il remplace George Russell parti chez Mercedes. Le changement de réglementation technique ne profite pas à Williams qui n'améliore pas son niveau. Dans ce contexte, même s'il est difficile pour Albon de se distinguer, il parvient néanmoins à marquer des points à cinq reprises ; tout d'abord au Grand Prix d'Australie 2022 avec une dixième place, puis à Miami (neuvième) et en Belgique (dixième). Lors du Grand Prix d'Italie, il participe aux deux premières séances d'essais libres du vendredi mais est absent pour le reste du weekend, atteint d'une appendicite. Il est remplacé par Nyck de Vries. 
Au début de la trêve estivale, Williams prolonge Albon pour deux saisons.
Au Grand Prix d'Australie 2025, Alexander Albon se classe cinquième, son meilleur résultat depuis Abou Dabi en 2020.

## Carrière

### Résultats en championnat du monde de Formule 1
| Saison | Écurie                                                 | Châssis    | Moteur                    | Pneus   | GP disputés | Pole positions | Victoires | Podiums | Meilleurs tours | Dans les points | Abandons | Points inscrits | Classement |
| ------ | ------------------------------------------------------ | ---------- | ------------------------- | ------- | ----------- | -------------- | --------- | ------- | --------------- | --------------- | -------- | --------------- | ---------- |
| 2019   | Red Bull Toro Rosso Honda Aston Martin Red Bull Racing | STR14 RB15 | Honda V6 turbo hybride    | Pirelli | 21          | 0              | 0         | 0       | 0               | 13              | 1        | 92              | 8e         |
| 2020   | Aston Martin Red Bull Racing                           | RB16       | Honda V6 turbo hybride    | Pirelli | 17          | 0              | 0         | 2       | 0               | 12              | 2        | 105             | 7e         |
| 2022   | Williams Racing                                        | FW44       | Mercedes V6 turbo hybride | Pirelli | 21          | 0              | 0         | 0       | 0               | 3               | 5        | 4               | 19e        |
| 2023   | Williams Racing                                        | FW45       | Mercedes V6 turbo hybride | Pirelli | 22          | 0              | 0         | 0       | 0               | 7               | 4        | 27              | 13e        |
| 2024   | Williams Racing                                        | FW46       | Mercedes V6 turbo hybride | Pirelli | 23          | 0              | 0         | 0       | 0               | 4               | 4        | 12              | 16e        |
| 2025   | Atlassian Williams Racing                              | FW47       | Mercedes V6 turbo hybride | Pirelli | 14          | 0              | 0         | 0       | 0               | 9               | 2        | 54              | 8e         |
|        | Total                                                  |            |                           |         | 118         | 0              | 0         | 2       | 0               | 49              | 21       | 294             |            |

| Saison        | Écurie                       | Châssis          | Moteur                                    | Pneus | 1      | 2        | 3        | 4        | 5      | 6      | 7        | 8      | 9        | 10       | 11       | 12     | 13     | 14     | 15     | 16        | 17       | 18       | 19     | 20       | 21      | 22       | 23     | 24     | Classement | Points inscrits |
| ------------- | ---------------------------- | ---------------- | ----------------------------------------- | ----- | ------ | -------- | -------- | -------- | ------ | ------ | -------- | ------ | -------- | -------- | -------- | ------ | ------ | ------ | ------ | --------- | -------- | -------- | ------ | -------- | ------- | -------- | ------ | ------ | ---------- | --------------- |
| 2019          | Red Bull Toro Rosso Honda    | Toro Rosso STR14 | Honda V6 turbo hybride RA619H             | P     | AUS 14 | BAH 9    | CHN 10   | AZE 11   | ESP 11 | MON 8  | CAN Abd. | FRA 15 | AUT 15   | GBR 12   | ALL 6    | HON 10 |        |        |        |           |          |          |        |          |         |          |        |        | 8e         | 92              |
| 2019          | Aston Martin Red Bull Racing | Red Bull RB15    | Honda V6 turbo hybride RA619H             | P     |        |          |          |          |        |        |          |        |          |          |          |        | BEL 5  | ITA 6  | SIN 6  | RUS 5     | JPN 4    | MEX 5    | USA 5  | BRE 14   | ABU 5   |          |        |        | 8e         | 92              |
| 2020          | Aston Martin Red Bull Racing | Red Bull RB16    | Honda V6 turbo hybride RA620H             | P     | AUT 13 | STY 4    | HON 5    | GBR 8    | 70e 4  | ESP 8  | BEL 6    | ITA 15 | TOS 3    | RUS 10   | EIF Abd. | POR 12 | E-R 15 | TUR 7  | BAH 3  | SAK 6     | ABU 4    |          |        |          |         |          |        |        | 7e         | 105             |
| 2022          | Williams Racing              | Williams FW44    | Mercedes V6 turbo hybride M13 Performance | P     | BAH 13 | ARA 14   | AUS 10   | EMI 11   | MIA 9  | ESP 18 | MON Abd. | AZE 12 | CAN 13   | GBR Abd. | AUT 12   | FRA 13 | HON 17 | BEL 10 | P-B 12 | ITA Forf. | SIN Abd. | JAP Abd. | USA 13 | MEX 12   | BRE 15  | ABU 13   |        |        | 19e        | 4               |
| 2023          | Williams Racing              | Williams FW45    | Mercedes V6 turbo hybride M14 Performance | P     | BAH 10 | ARA Abd. | AUS Abd. | AZE 12   | MIA 14 | MON 14 | ESP 16   | CAN 7  | AUT 11   | GBR 8    | HON 11   | BEL 12 | P-B 8  | ITA 7  | SIN 11 | JAP Abd.  | QAT 13   | USA 9    | MEX 9  | BRE Abd. | LVE 12  | ABU 14   |        |        | 13e        | 27              |
| 2024          | Williams Racing              | Williams FW46    | Mercedes V6 turbo hybride M15 Performance | P     | BAH 15 | ARA 11   | AUS 11   | JAP Abd. | CHN 12 | MIA 18 | EMI Abd. | MON 9  | CAN Abd. | ESP 18   | AUT 15   | GBR 9  | HON 14 | BEL 12 | P-B 14 | ITA 9     | AZE 7    | SIN Abd. | USA 16 | MEX Abd. | BRE Np. | LVE Abd. | QAT 15 | ABU 11 | 16e        | 12              |
| 2025          | Atlassian Williams Racing    | Williams FW47    | Mercedes V6 turbo hybride M16 Performance | P     | AUS 5e | CHN 7e   | JAP 9e   | BAH      | ARA    | MIA    | EMI      | MON    | ESP      | CAN      | AUT      | GBR    | BEL    | HON    | P-B    | ITA       | AZE      | SIN      | USA    | MEX      | BRE     | LVE      | QAT    | ABU    | 7e         | 18              |
| Légende : ici |                              |                  |                                           |       |        |          |          |          |        |        |          |        |          |          |          |        |        |        |        |           |          |          |        |          |         |          |        |        |            |                 |

### Résultats en monoplace
| Saison | Championnat                       | Écurie         | Courses | Victoires | Pole positions | Meilleurs tours | Podiums | Points | Classement |
| ------ | --------------------------------- | -------------- | ------- | --------- | -------------- | --------------- | ------- | ------ | ---------- |
| 2012   | Eurocup Formula Renault 2.0       | EPIC Racing    | 13      | 0         | 0              | 0               | 0       | 0      | 38e        |
| 2012   | Formula Renault 2.0 Alps          | EPIC Racing    | 13      | 0         | 0              | 0               | 0       | 26     | 17e        |
| 2013   | Eurocup Formula Renault 2.0       | KTR            | 14      | 0         | 1              | 1               | 0       | 22     | 16e        |
| 2013   | Formula Renault 2.0 NEC           | KTR            | 6       | 0         | 0              | 1               | 1       | 61     | 22e        |
| 2014   | Eurocup Formula Renault 2.0       | KTR            | 14      | 0         | 1              | 0               | 3       | 117    | 3e         |
| 2014   | Formula Renault 2.0 NEC           | KTR            | 6       | 1         | 0              | 1               | 2       | 80     | 17e        |
| 2015   | Championnat d'Europe de Formule 3 | Signature      | 33      | 0         | 2              | 1               | 5       | 187    | 7e         |
| 2016   | GP3 Series                        | ART Grand Prix | 17      | 4         | 3              | 3               | 7       | 177    | 2e         |
| 2017   | Formule 2                         | ART Grand Prix | 20      | 0         | 0              | 1               | 2       | 86     | 10e        |
| 2018   | Formule 2                         | DAMS           | 24      | 4         | 3              | 0               | 8       | 212    | 3e         |

### Résultats en Deutsche Tourenwagen Masters (DTM)
| Saison | Écurie              | Courses | Victoires | Pole positions | Meilleurs tours | Podiums | Points | Classement |
| ------ | ------------------- | ------- | --------- | -------------- | --------------- | ------- | ------ | ---------- |
| 2021   | AlphaTauri AF Corse | 14      | 1         | 1              | 3               | 3       | 130    | 6e         |